# Хабаккук, Джон
Сэр Хротгар Джон Хабаккук (англ. H. J. (Hrothgar John) Habakkuk; 13 мая 1915[…], Барри, Вейл-оф-Гламорган — 3 ноября 2002) — британский историк экономики. На протяжении 17 лет возглавлял оксфордский колледж Иисуса (1967-84), являлся вице-канцлером Оксфордского университета (1973-77). Специализировался по английскому крестьянскому обществу. Член Британской академии (1965), иностранный член Американского философского общества.
Рыцарь с 1976.

## Биография
До посвящения в рыцари он именовался Хротгаром Хабаккуком. Происходил из рода валлийских крестьян (его фамилия представляет собою старое валлийское имя). В 1933 поступил в колледж Святого Иоанна в Кембридже изучать историю и в 1936 с отличием окончил его. Посещал знаменитые лекции первого профессора экономической истории в Кембридже сэра Джона Клэпема, а также первые лекции вскоре ставшего преемником Клэпема М. Постана. Ко времени своего избрания в 1938 феллоу Пембрук-колледжа Хабаккук уже стал пионером в области экономической истории. По предложению Постана он специализируется по английскому землевладению 17-18 веков. Во время войны сотрудничал сперва в Форин-офис (1940-42), а затем в Board of Trade (1942-46). В 1946 вернулся в Кембридж (в Пембрук), а в 1950 перебрался в Оксфорд, где стал именным профессором (Chichele professor) экономической истории и феллоу Колледжа всех душ (в 2001—2002 будет его почетным феллоу). К тому времени он опубликовал только свою третью статью. Однако уже его первая статья «English Landownership, 1680—1740», вышедшая в Economic History Review в 1940, привлекла особое внимание. В том же году Хабаккук вместе с Постаном стал соредактором Economic History Review. Провел два года в США: в 1954-55 в Гарварде и 1962-63 в Беркли, что подтолкнуло к появлению в 1962 его первой книги American and British Technology in the Nineteenth Century, послужившей возникновению отдельной школы в основном американских историков экономики. В 1968 году оставил кафедру в Оксфорде и возглавил тамошний колледж Иисуса — до своего выхода на пенсию в 1984. Также занимал пост вице-канцлера университета с 1973 по 1977 год.
Президент Королевского исторического общества (1976-80). Иностранный член Американской академии искусств и наук.
Автор Population Growth and Economic Development Since 1750 (1971) и Marriage, Debt And The Estates System: English Landownership, 1650—1950 (1994) {Рец., }.
«Один из самых интеллектуально влиятельных людей своего поколения, он был ведущим историком экономики в период расцвета экономической истории как предмета», — характеризовал Хабаккука в некрологе ему в «Гардиан» Negley Harte.
В 1948 году женился, остались сын и три дочери.